# Huangpu-folyó
A Huangpu-folyó (; népszerű magyar átírással: Huangpu Csiang; szó szerinti fordításban "Sárga partú folyó") egy 113 km hosszú folyó Kína keleti tengerpartja közelében. Sanghajon folyik keresztül, a Jangcéba torkollik. Régi térképeken időnként Wu Song-folyó néven is szerepel; ez az elnevezés Sanghaj egyik népi „becenevéből” származik.
Fontos mellékfolyója a Szucsou-folyó. Partmenti városa még Jiaxing.

## Gazdasági jelentősége
A folyó jelentősége Sanghaj számára gazdasági és stratégiai szempontból meghatározó. Az alsó szakaszán átlagosan 400 méter széles és 9 méter mély folyó tengeri hajók számára is jó kikötési lehetőséget biztosít, így döntő szerepet játszott a település elsődleges létrejöttében, majd a külföldi telepek létrehozásában és végül Sanghaj világvárossá fejlődésében egyaránt.
A Szucsou-folyó köti össze Szucsou városával, amelynek a kora középkori Sanghaj a tengeri kikötője volt.
A folyó két részre osztja a modern Sanghajt:  nyugaton, a bal parton terül el Puxi, keleten pedig Pudong. A balparti hagyományos központ jellegzetessége a híres Bund rakpart, jobb partján pedig a 21. századi pénzügyi központ, a Lujiazui található.
A Huangpu a fő forrása a mintegy 20 milliós világváros ivóvíz-ellátásának is. 2010 nyarán azonban elkészül a Jangce mellett az a hatalmas víztározó és víztisztító üzem, amely csővezetékeken keresztül átveszi Sanghaj vízellátásának 50%-át..

## Átkelési lehetőségek
A folyót Sanghaj területén öt nagy híd íveli át, és számos metróalagút húzódik alatta.